# 카를로마누스 1세
카를로만(Carloman, 750년/751년? 6월 28일 - 771년 12월 4일)는 프랑크의 서부 지역의 군주로, 카롤링거 왕조 출신 부르군드와 네우스트리아, 프로방스, 아키텐의 영주였다. 피핀 3세의 둘째 아들이자 카롤루스 대제의 동생이었다. 같은 이름을 가진 카를로만은 그의 동복 큰아버지였다. 다른 별칭은 네우스트리아의 카를로만(Carloman of Neustria)이기도 하다.
753년 아버지 피핀 3세에 의해 교황 스테파노 2세로부터 축성을 받았고, 768년 9월 피핀 3세가 사망하자, 왕국의 서부인 부르군드와 네우스트리아, 아키텐, 알레만니아를 상속받고 그해 10월 9일 수아송에서 즉위하였다. 카를로만은 자신의 형 카롤루스 대제와 서로 갈등했고, 어머니 랑의 베르트라다가 나서서 중재했지만 실패했다. 771년 12월 엔의 사모우시에 있는 자신의 별궁에서 갑자기 사망하였다. 시신은 랭스의 성 레미 수도원에 안치되었다가 13세기 경 생드니 수도원 바실리카로 이장되었다. 그러나 1793년 프랑스 대혁명 당시 혁명군이 그의 석관을 파괴하려 했을 때는 이미 빈 관이었다.

## 생애

### 생애 초반

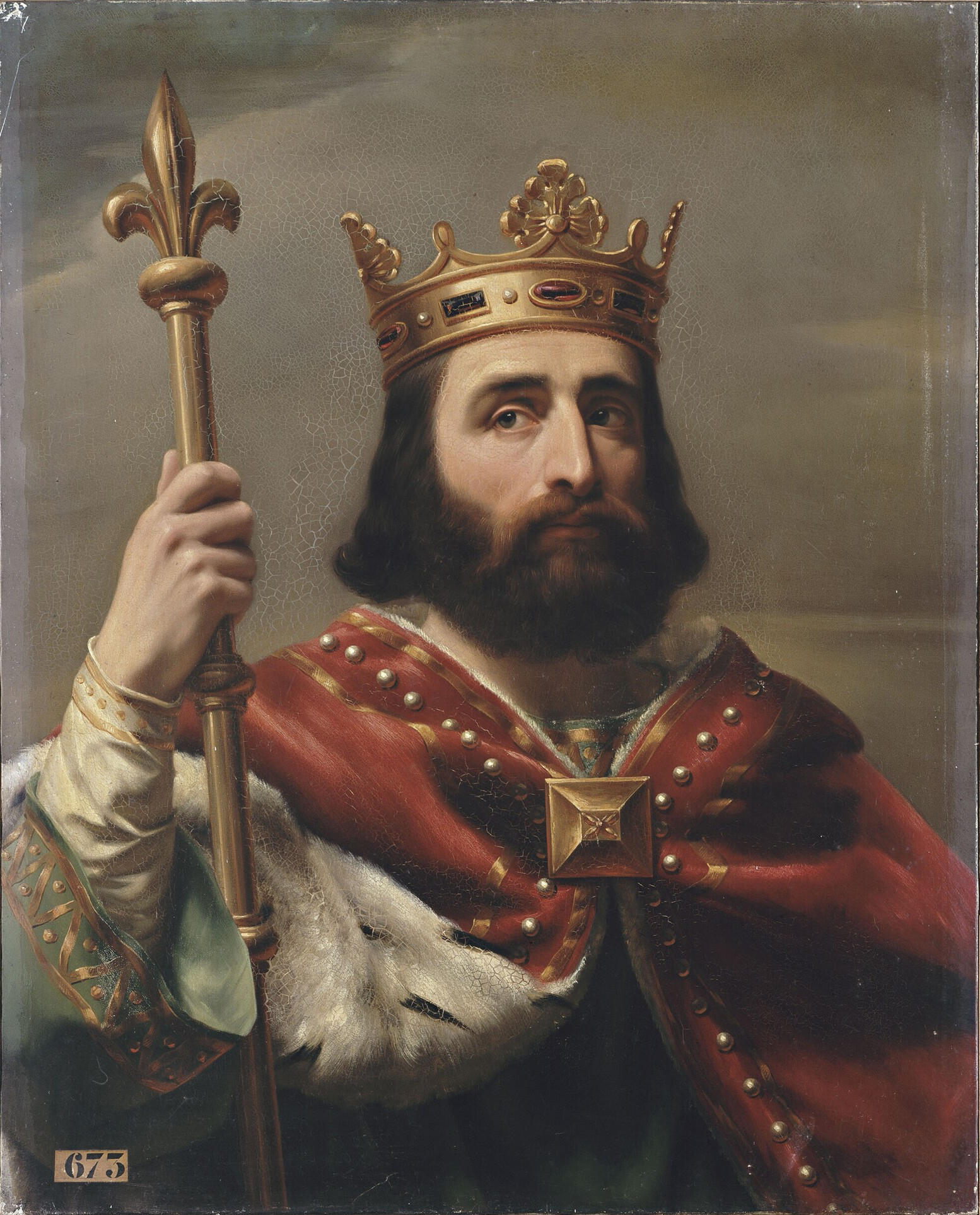
아버지 피핀 3세

카를로만은 751년 혹은 750년 6월 28일에 수아송에서 네우스트리아, 부르고뉴, 튀링겐 및 아우스트라시아의 궁재 피핀 3세와, 레온 백작 하리베르트와 쾰른의 베르트라다의 딸 랑의 베르트라다의 아들로 태어났다. 일설에는 747년에 태어났다는 설도 있다. 카를로만은 피핀 2세의 후손으로, 카를 마르텔의 손자이자 같은 이름을 가진 큰아버지 카를로만 1세의 조카였다. 카를로만의 어머니 랑의 베르트라다는 피핀 2세의 동생 마르틴 드 헤르스탈의 손녀였으며, 마르틴의 부인 베르트라다는 메로빙거 왕조 출신 테오도리히 3세의 딸이었다. 753년 부왕 피핀 3세에 의해 형 샤를마뉴와 함께 로마의 파비아로 가서 교황 스테파노 2세로부터 왕의 정당한 후계자로 축성을 받았다. 754년 카를로만과 형 샤를마뉴는 랭스 대성당에서 즉위한 아버지 피핀 3세의 대관식에 참석하였다.
카를로만에게는 형 샤를마뉴 외에도 아버지와 같은 이름인 피핀이라는 동생이 있었다. 그러나 동생 피핀은 어려서 요절했다. 유년 시절 카를로만은 아우스트라시아 공작직을 받았다. 정확한 원인은 알 수 없지만 카를로만은 일찍부터 10살 터울의 자신의 형 샤를마뉴와 서로를 싫어했다고 전해진다. 어려서부터 카를로만과 샤를마뉴는 서로 자신만이 아버지의 진정한 후계자라고 주장했다. 756년 피핀 3세는 두 아들의 갈등을 조정하려 했고 교황의 도움으로 이를 해결했다. 아버지 피핀 3세는 카를로만과 샤를마뉴 형제에게 서로 협력할 것을 주장했지만 두 형제의 관계는 개선되지 않았다.
762년 소년이었던 카를로만은 아버지 피핀 3세가 군사를 이끌고 아키텐 토착 귀족 바이프레드의 영지인 바스코뉴와 비루리캄(Bituricam, 후일의 부르주) 지역을 공략할 때, 동행하였다. 프랑크족 출신 첫 부인과 사별한 후 카를로만은 자신보다 연상이었던, 랑고바르드의 왕 데시데리우스의 딸 게르베르가와 결혼하였다. 카를로만은 정치적인 목적으로, 이미 한 번 결혼했다가 과부가 되었던 게르베르가와의 결혼을 수락하였다. 그러나 카를로만이 게르베르가와 결혼한 것은 아버지 피핀 3세에 의해서였다고도 한다. 첫 아이가 태어나자 카를로만은 아이의 이름을 자신의 아버지이자 아이의 할아버지의 이름을 따서 피핀이라 했다. 게르베르가는 카를로만 2세에게 피핀과 샤를, 카를로만, 그밖에 이름이 전하지 않는 아들, 딸 이다(Ida), 쿠니군데 외에 몇 명의 자녀를 안겨주었다.

### 네우스트리아와 부르군트의 군주

#### 즉위 초반

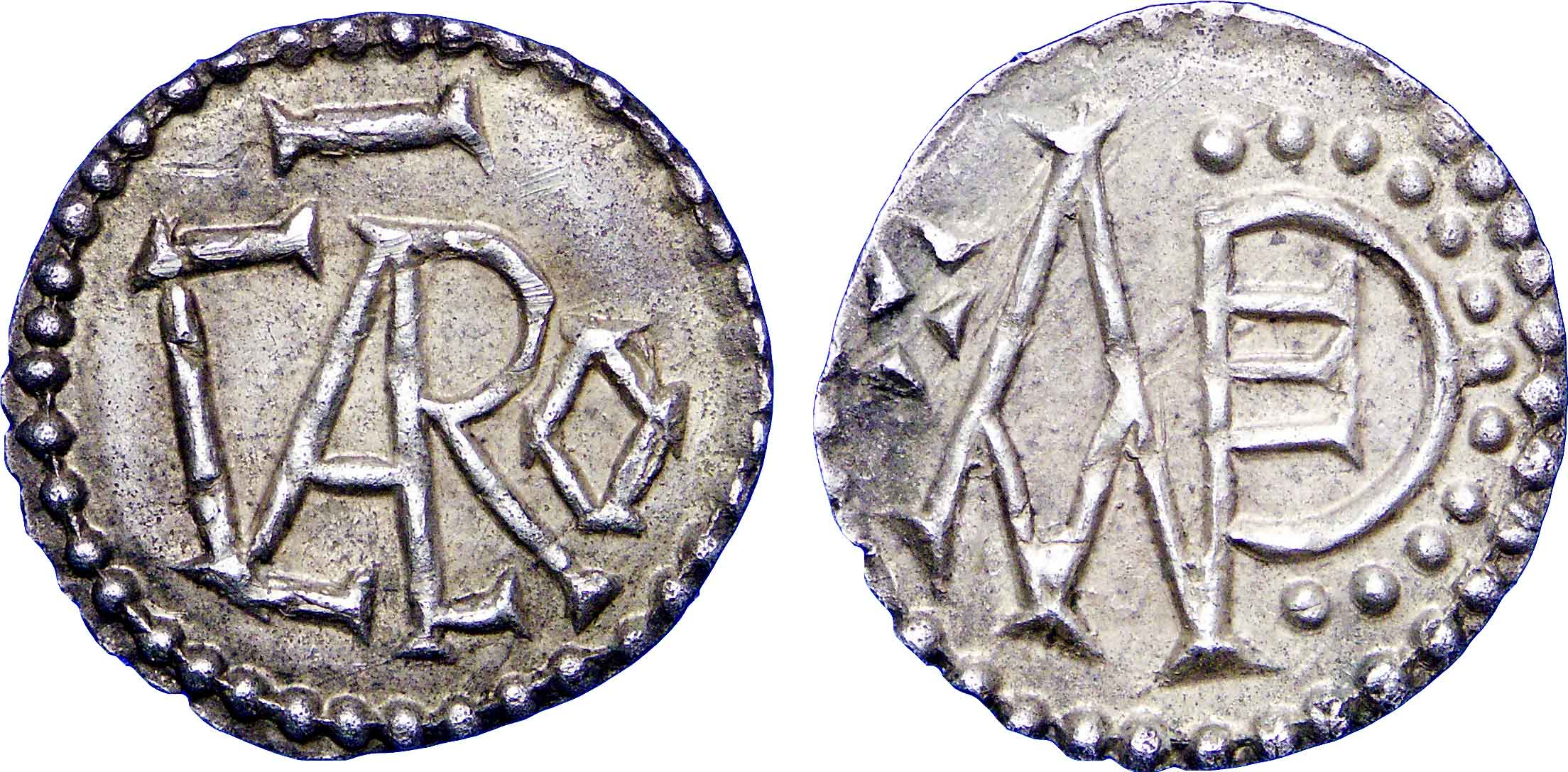
카를로만 2세 시대의 네우스트리아, 부르고뉴의 데나리온 동전 (앙제에서 출토)

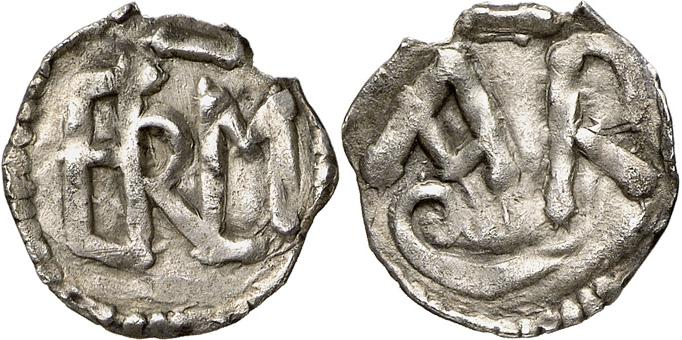
카를로만 2세 시대의 네우스트리아, 부르고뉴의 데나리온 동전 (프랑스 서남부 클레르몽페랑에서 출토)

768년 9월 24일 아버지 피핀 3세가 갑자기 사망하였다. 당시 아키텐에 있던 카를로만은 몸에 열이 나서 아팠지만, 바로 파리의 생드니로 와서 자신의 영지를 획득하였다. 부왕 사후 프랑크 왕국이 형제에게 분할되면서 네우스트리아와 부르군트 일부를 상속받았다. 768년 10월 9일 카를로만은 수아송에서 성수 세례를 받고, 네우스트리아와 부르군트, 알레만니아, 프로방스, 아키텐 지역의 왕으로 즉위하였다. 그의 병세는 곧 나았고 그는 정상적인 통치를 시작하였다.
피핀 3세 사후 아키텐에서 독립 운동을 기도하자 769년 3월 카를로만은 형 샤를마뉴가 아키텐을 공략할 때, 카를로만은 지원을 거부했다. 아키텐의 독립 운동을 철저하게 진압한 샤를마뉴는 푸아티에 근처 몽콩투르(Moncontour)에서 프랑크 왕국 군대의 주도권을 쥐려 했지만 카를로만이 반대하여 갈등했다. 카를로만과 샤를마뉴는 수시로 갈등했고 어머니 랑의 베르트라다가 개입해서 중재하였다. 770년 랑의 베르트라다는 바이에른 공작 타실로 3세와 랑고바르드의 왕 데시데리우스를 갈등 조정에 참여하게 했는데, 후에 샤를마뉴는 그에 대한 보복으로 타실로 3세를 바이에른 공작직에서 폐위시켰다. 그러나 형인 샤를마뉴와 수시로 갈등하였고, 랑고바르드의 왕 데시데리우스는 그를 지지하였다.
아키텐은 명목상 카를로만의 영토였지만 토착 귀족들의 반발이 거셌다. 아키텐을 정벌한 샤를마뉴는 아키텐을 카를로만에게 넘기지 않고, 769년 아키텐에 가스코뉴 공작 루포 2세를 파견하여 그로 하여금 대리 통치하게 하였다. 카를로만은 아키텐의 영유권을 주장하며 루포 2세와 갈등했다. 카를로만은 자신의 형 샤를마뉴가 자신의 부모 피핀 3세와 랑의 베르트라다가 정식으로 결혼하기 전에 태어났기 때문에, 자신의 형 샤를마뉴를 불법으로 태어난 사생아로 믿었다. 형 샤를마뉴와의 관계는 더욱 악화되었다.

#### 샤를마뉴와의 갈등
769년 1월 카를로만은 롬바르디아 왕국을 방문했다. 769년 초부터 770년 1월 초까지 카를로만은 롬바르디아 셀츠(Seltz)에 체류하고 있었다. 그가 이탈리아를 방문한 목적은 알려지지 않았지만 롬바르디아 왕국과 동맹을 맺으려 했던 것으로 추정된다. 카를로만은 롬바르디아 왕국의 지원을 확정받았지만, 교황 스테파노 3세는 카를로만에 대해 걱정하였다. 롬바르디아의 왕 데시데리우스는 교황에게 편지를 보내 카를로만을 칭찬하였고, 카를로만이 안전하게 자신의 영지로 귀국할 수 있도록 주선해달라고 요청하였다. 아인하르트는 카를로만이 형 샤를마뉴와의 관계를 어렵게 만들려 했다고 지적했는데, 아인하르트는 카를로만의 이탈리아 방문을 형 샤를마뉴와의 전쟁을 준비하려 한 것으로 인식했다.
770년 1월 어머니 베르트라다는 리에 주에서 샤를마뉴와 부활절을 보내고 난 뒤, 셀츠(Seltz)에 있던 카를로만을 방문했다. 이때 샤를마뉴는 어머니 베르트라다가 동생 카를로만에게 협력할까 상당히 두려워했다고 한다. 한편 이 무렵 샤를마뉴는 꼽추 아들 피핀 4세를 낳은 이멜트루드를 폐하고, 랑고바르드 왕국의 왕 데시데리우스의 다른 딸 데시데리아와 결혼하였다. 샤를마뉴는 랑고바르드를 자신의 정치적 동맹으로 삼으려 했다. 그러나 데시데리우스는 자신의 사위들 중 상대적으로 나이가 어린 카를로만을 지지했다. 이는 곧 프랑크 왕국과 랑고바르드가 갈등하는 원인이 됐고, 샤를마뉴가 랑고바르드와 전쟁을 하는 원인이 된다.

### 최후
771년 6월 카를로만은 자신의 갑작스러운 죽음을 예상하고, 랭스의 생 레미 수도원 교회에 자신이 매장될 장소를 알아보았다. 때때로 심한 코피를 흘렸던 카를로만은 771년 12월 4일 네우스트리아의 피카르디 지역 서남부 엔의 사모우시(Samoussy)의 자신의 별궁에서 갑작스럽게 사망하였다. 샤를마뉴의 전기 작가 아인하르트는 카를로만이 병으로 죽었다고 기록하였다. 카를로만 2세의 갑작스러운 죽음의 원인은 밝혀지지 않았으나, 러셀 체임벌린 등은 형 샤를마뉴에 의해 암살당했다는 의혹이 제기하기도 했다.
카를로만이 죽자 부인 게르베르가는 어린 아들들 대신 자신을 왕으로 선언하고 영토를 통치하려 했다. 그러자 카를로만의 장남을 왕으로 세우리라 예상했었던 카를로만의 지지자인 사촌 성 데니스와 풀라드 수도원장 아달하르트(Adalhard)와 바린(Warin) 백작은 카롤루스 대제를 초청했다. 773년 4월 게르베르가는 자녀들을 데리고 친정인 랑고바르드 왕국으로 도주하였다. 샤를마뉴가 랑고바르드 왕국을 정벌한 후 카를로만의 부인 랑고바르드의 게르베르가와 그의 아들 카를, 피핀은 774년 8월 파비아에서 카롤루스 대제에게 포위되었으나 베로나로 도주했다. 그러나 카롤루스 대제는 베로나에서 그의 가족을 체포하였다. 그의 아내 게르베르가와 자녀들은 카롤루스 대제에 의해 모두 제거되었다.

### 사후
시신은 랭스의 성 레미 수도원에 안치되었다가 13세기 경 생드니 수도원의 바실리카로 이장되었다. 생드니 수도원에는 이르멘가르트의 옆에 안치되었는데, 옆에는 후일 서프랑크의 왕이 되는 대머리왕 샤를르 쇼브의 왕비 이르멘가르트와 대머리왕 샤를르 쇼브의 석관이 있었다. 샤를르 쇼브의 석관은 프랑스 대혁명 때 파괴되었다.
프랑스 대혁명 이전 랭스의 성 레미 수도원에 카를로만의 비석이 있었다고 전해지나 후에 유실되었다. 한때 생드니 수도원에 있던 그의 무덤은 샤를마뉴의 무덤으로 잘못 알려지기도 했다. 1793년 8월 프랑스 대혁명 당시, 혁명군이 생드니 수도원에 있었던 여러 왕과 왕족의 석관묘를 약탈, 파괴할 때, 카를로만의 석관묘는 이미 비어 있었다.

## 가족 관계
- 증조부 : 피핀 2세
- 할아버지 : 카를 마르텔
  - 큰아버지 : 카를로만
- 아버지 : 피핀 3세
- 어머니 : 베르타 드 레온(레온의 베르타, 큰발이란 별칭,?~783), 베르트라다
  - 형 : 샤를 1세(740~814) : 카를 대제, 카롤루스 대제, 샤를 마뉴라고도 부른다.
  - 여동생 : 기젤라(Gisela, 757~810)
  - 동생 : 피핀 - 어려서 죽음.
  - 동생? : 베르타
- 부인 : 게르베르가(Gerberga, ? - 774), 랑고바르드의 왕 데시데리우스의 딸
  - 아들 : 피핀(Pepin, 768? - ?)
  - 딸 : 이타(Ida, 769 - 820)
  - 아들 : 카를(Charles)
  - 아들 : 이름 미상의 자녀 몇명
  - 딸 : 쿠니군데(Cunigunde, 771 - 804)

- 외할아버지 : 하리베르트(Charibert, 690 - 750), 친 외할아버지이면서, 아버지쪽으로는 재종조부이기도 하다.
- 외할머니 : 쾰른의 베르트라다
  - 외증조부 : 마르틴 드 헤르스탈, 고조부 안세기셀과 란덴의 베가의 아들로, 아버지쪽으로는 종증조부가 된다.
  - 외증조모 : 베르트라다, 메로빙거 왕조 군주 테오도리히 3세의 딸

## 기타
형 샤를마뉴의 둘째 아들의 이름도 처음에는 카를로만이었다. 그러나 샤를마뉴는 자신의 첫 아들 피핀이 꼽추이자 이에 실망하여 둘째 아들에게 피핀이라는 이름을 주고 랑고바르드의 왕으로 임명했다.

## 같이 보기
- 프랑크 왕국
- 카롤링거 왕조
- 카롤루스 대제
- 피핀 3세
- 카를로만 1세

## 참고 문헌
- Michel Mourre, Le Petit Mourre. Dictionnaire d'Histoire universelle, Éditions Bordas, avril 2007 (ISBN 978-2-04-732194-2).
- Pierre Riché, Les Carolingiens, une famille qui fit l'Europe, Paris, Hachette, coll. « Pluriel », 1983 (réimpr. 1997), 490 p. (ISBN 2-01-278851-3).
- Jean-Charles Volkmann, Bien connaître les généalogies des rois de France, Éditions Gisserot, 1999 (ISBN 2-877472086).